# Paronychia chabloziana
Paronychia chabloziana är en nejlikväxtart som beskrevs av Gustave Beauverd. Paronychia chabloziana ingår i släktet prasselörter, och familjen nejlikväxter. Inga underarter finns listade i Catalogue of Life.